# Singl ploče (1974-1975)
Singl ploče (1974-1975) je prvi kompilacijski je album sarajevskog rock sastava Bijelo dugme, na kojemu se nalaze singlovi koji su izdani u periodu 1974. – 1975., a izlazi 1982.g. Na albumu se nalazi dvanaest skladbi, a objavljuje ga diskografska kuća "Jugoton".

## Popis pjesama
1. "Top" / "Ove ću noći naći blues"
  - (Datum izlaska: 29. ožujka 1974.)
2. "Glavni junak jedne knjige" / "Bila mama Kukunka, bio tata Taranta"
  - (Datum izlaska: 30. travnja 1974.)
3. "Da sam pekar" / "Selma"
  - (Datum izlaska: 30. kolovoza 1974.)
4. "Da mi je znati koji joj je vrag" / "Blues za moju bivšu dragu"
  - (Datum izlaska: 12. veljače 1975.)
5. "Ima neka tajna veza" / "I kad prođe sve pjevat ću i tad"
  - (Datum izlaska: 13. svibnja 1975.)
6. "Ne gledaj me tako i ne ljubi me više" / "Sve ću da ti dam samo da zaigram"
  - (Datum izlaska: 6. prosinca 1975.)

## Izvođači
- Željko Bebek - vokal, bas-gitara
- Goran Bregović - električna gitara
- Goran "Ipe" Ivandić - bubnjevi
- Vlado Pravdić - klavijature
- Zoran Redžić - bas-gitara

### Produkcija
- Producent - Radomir Marić Raka
- Urednik - Dubravko Majnarić
- Projekcija - Siniša Škarica
- Fotografija - Vladan Jovanović
- Goran Trbuljak - dizajn

## Vanjske poveznice
- Stranice Bijelog dugmeta  Arhivirana inačica izvorne stranice od 20. siječnja 2020. (Wayback Machine)